# Plomall de mantell

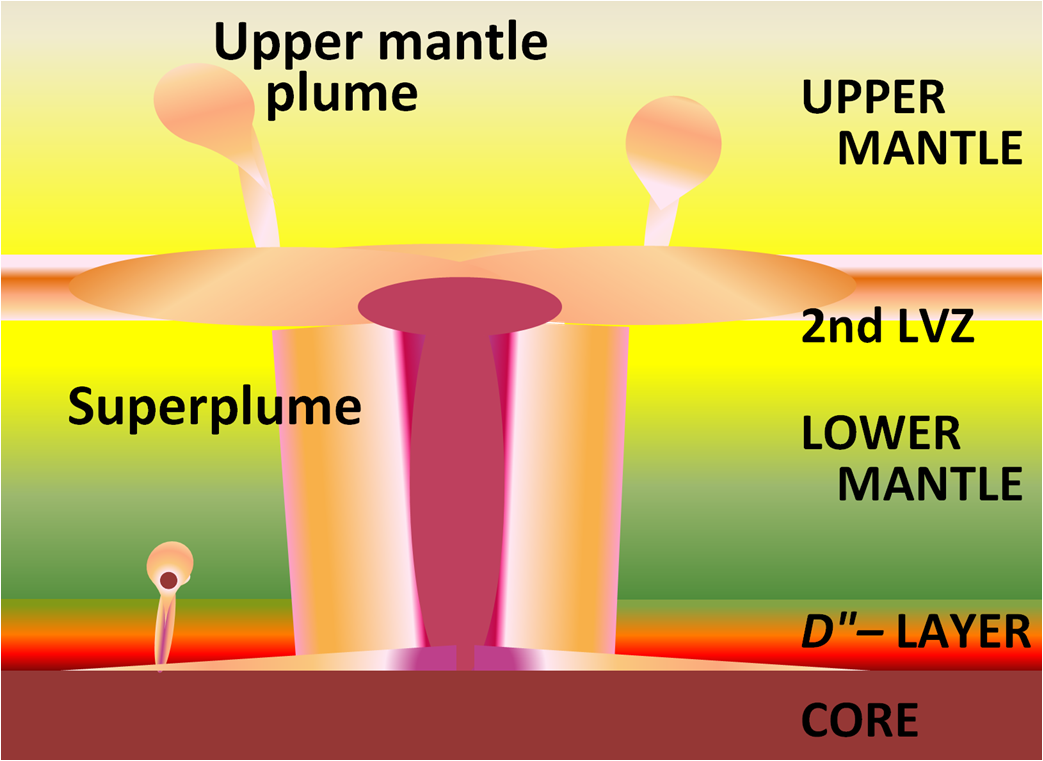
Un superplomall generat per processos de refredament en el mantell.

Un plomall de mantell (en anglès: mantle plume) és un hipotètic diapir tèrmic que roques anormalment calentes empenyen i fusionen al límit del nucli del mantell (discontinuïtat de Gutenberg) i emergeixen a través del mantell de la Terra. Aquesta hipòtesi es va presentar l'any 1971 per explicar regions volcàniques que no es podien explicar per la teoria de la tectònica de plaques.
La hipòtesi dels plomalls de mantell no està universalment acceptada. Una altra hipòtesi per explicar regions volcàniques inusuals és el "Model de placa".

## Conceptes
El 1971, el geofísic W. Jason Morgan proposà la hipòtesi del plomall de mantell. En aquesta hipòtesi la convecció en el transport de la calor del mantell des del nucli fins a la superfície de la Terra en diapirs tèrmics.

### Localitats amb possibles plomalls del mantell

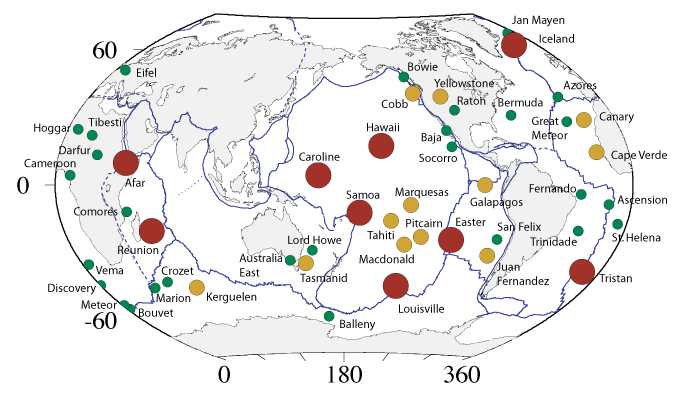
Un exemple de localització de plomalls suggerits per un grup recent. Figura de Foulger (2010).

S'han suggerit moltes localitzacions. La teoria està inspirada pel sistema de volcans de Hawaii que està allunyat de qualsevol límit entre plaques. Islàndia també s'ha suggerit com localització però en aquest cas l'illa està en el límit entre plaques.